# 키노시타 유키코
키노시타 유키코(木下 有希子,きのした ゆきこ, 1993년 12월 20일 - )는 일본 여성 아이돌 그룹 SKE48의 전 멤버이다.
2016년 1월 5일부터 예명인 키노시타 미쉘(木下 ミシェル,きのした ミシェル)로서 활동하고 있다.

## 개요
- SKE48 팀KII 멤버 AKS 소속.
- 2014년 11월 30일, SKE48 졸업.